# Querendas
Querendas (en ocasiones denominada Las Querendas) es una población del estado de Guerrero en México. Forma parte del municipio de Pungarabato, en la región de la Tierra Caliente.

## Localización y demografía
Querendas se encuentra localizada en el noroeste del estado, estando prácticamente conurbada con Ciudad Altamirano, la cabecera del municipio de Pungarabato. Se encuentra en la ribera sur del río Cutzamala que la separa del estado de Michoacán. Sus coordenadas geográficas son 18°20′42″N 100°38′17″O / 18.34500, -100.63806 y se encuentra a una altitud de 240 metros sobre el nivel del mar.
De acuerdo al Censo de Población y Vivienda realizado en 2020 por el Instituto Nacional de Estadística y Geografía, Queredas tiene una población total de 1 604 habitantes, 834 de los cuales son mujeres y 770 son hombres.